# Solatorobo: Red the Hunter
Solatorobo: Red the Hunter (Titre original : ソラトロボ -それからCODAへ-, Soratorobo -Sore Kara CŌDA e-) est un jeu vidéo d'action-RPG développé par CyberConnect2 et édité par Namco Bandai en octobre 2010 au Japon, puis en juillet 2011 en Europe.
Il s'agit de la suite spirituelle de Tail Concerto, sorti en 1998 sur PlayStation, se déroulant dans un même univers nommé Little Tail Bronx.
Le jeu est présenté la première fois au Japan Expo 2010 sous le titre provisoire Project Coda.

## Système de jeu
C'est un action-RPG au système de combat original, car c'est un jeu de combat ou dans la majorité des cas on ne peut pas simplement effectuer des coups direct à notre adversaire. Il faut alors trouver des techniques pour pouvoir le soulever afin de le projeter au sol ou contre un mur pour lui effectuer des dégâts. Il est aussi possible de récupérer des missiles ennemies pour se les approprier ou bien de se servir d'objets tels que des pistolets.

## Histoire

### Résumé
L'histoire de Solatorobo se déroule dans l'État de Shepherd où vivent les Caninus (canidés anthropomorphes) ainsi que les Felinekos (félins anthropomorphes) et dont la langue dominante est le français. Le joueur incarne un jeune chasseur de 17 ans nommé Red qui gagne sa vie en accomplissant des quêtes avec l'aide de sa sœur adoptive Chocolat et de son mecha, le Dahak.
La première partie commence lorsque Red doit aller chercher un document confidentiel sur le zeppelin Hindenburg. À bord du dirigeable, le chasseur est attaqué par un cuirassé appartenant à un certain Capitaine Cake. Red abat le cuirassé et reprend la recherche. Il découvre un médaillon. Lorsqu'il le prend, le vaisseau est attaqué par de petits monstres noirs et un autre monstre géant. En fuyant le Hindenburg, Red découvre un jeune enfant qu'il emmène à son vaisseau, l'Asmodeus, mais le document secret brûle.
Arrivés à Airedale, Red raconte à Québec, le client, que le document a brûlé. Le chasseur effectue quelques quêtes pour combler le manque d'argent lorsque la ville est attaquée par une armée de monstres noirs comme ceux du Hindenburg. Elh, le jeune garçon rescapé de l'accident du Hindenburg, nomme ces créatures des Ombres et dit qu'elles étaient venues pour le médaillon. Il passe alors un contrat avec Red consistant à protéger le médaillon, en échange d'une somme d'un milliard de Rigs. Il explique que le rôle du pendentif est d'endormir le Lares, le monstre géant qui a attaqué le Hindenburg, mais ne peut le réaliser sans les trois Cristaux.
À Spinon, Red voit Bruno, chef de le guilde du Kurvaz. Le chasseur effectue quelques quêtes lorsqu'il découvre l'existence d'un temple dans les égouts de la ville. Il s'y rend avec Elh lorsqu'ils sont attaqués par Calua, un membre du Kurvaz. Il explique qu'ils sont venus chercher le Cristal. Red bat Calua et récupère le Cristal. Peu de temps après, l'Asmodeus est abattu par le Kurvaz et s'écrase dans les îles de Davren. Un homme nommé Béluga reprend le Cristal à Red. Elh lui explique que Béluga et lui sont tous deux du clan des Braves et que leur rôle est de rendormir le Lares mais que si Béluga a rejoint le Kurvaz, il a dû renoncer à sa mission.
Diamundo, le mécanicien des îles de Davren, dit à Red que l'Asmodeus est réparable mais qu'il faudra du temps. Pendant qu'il le remet en état, il envoie Red faire une course aérienne pour tester son nouveau vaisseau de course. En récompense, le mécanicien lui donne la machine de course.
Arrivés à Viszla, Diamundo demande à Red d'aller chercher des carapaces de Scarabeilles pour consolider la coque de l'Asmodeus. Elh, qui a peur des insectes, ne veut pas l'accompagner. Dans la grotte des insectes, Red défait une Scarabeille géante et récupère ses carapaces. L'Asmodeus remis en état de voler, Red, Chocolat et Elh partent pour Shetland, où se trouve le deuxième Cristal. C'est durant le trajet que l'on découvre que Elh est en vérité une fille.
À Shetland, le maire est confronté au Kurvaz qui veut aussi le Cristal. Red et Elh sont emprisonnés dans la mine par Gren, membre de l'Equipe Spéciale au même titre que Calua. Ils s'évadent mais sont poursuivis par un groupe de Kurvaz. Red affronte Gren au cœur de la mine et en sort. Le maire leur explique alors que son fils Louis a été enlevé par le Kurvaz et va être envoyé sur une opération extrêmement dangereuse si le maire ne donne pas le Cristal à Bruno. Red part alors sur le Royal Envy, le navire de Miss Opéra, chef de l'Equipe Spéciale de la guilde. Red bat Opéra et délivre Louis. Le maire donne alors le Cristal à Red en remerciement d'avoir chassé le Kurvaz de la ville et sauvé son fils. Le groupe part ensuite pour Basset pour réunir des informations sur le troisième Cristal.
Arrivés à Basset, Red effectue des quêtes. Il rencontre Collie, un pêcheur d'ermites, sortes d'écrevisses géantes qui construisent une carapace avec n'importe quoi. L'un de ces ermites a justement pris comme protection un îlot sur lequel se trouvait un temple contenant le troisième Cristal. Red attrape l'ermite en question et récupère le Cristal. L'orphelinat est alors attaqué par le Capitaine Cake qui clame qu'il tuera les enfants du centre d'accueil si on ne lui donne pas les cristaux. Red donne les cristaux à Opéra puis bat à nouveau le capitaine Cake. Le groupe reprend alors sa route vers Samoyede, où Elh a découvert la porte vers la Terre Sacrée où doit se dérouler le Rite d'Abandon, la cérémonie de désactivation du Lares.
À Samoyede, Elh et Red entrent dans la Terre Sacrée, où Elh effectue la première partie du Rite. Revenus à Samoyede, Elh explique à Red qu'elle l'a trahie et que le Rite va nécessiter le sacrifice de Red et qu'il va mourir. Apparaît alors Béluga, qui explique que le but du Kurvaz était de réveiller complètement le Lares et de déchaîner sa fureur destructrice sur Shepherd. Il demande à Elh les Cristaux et le médaillon car lui et Merveille (secrétaire de Bruno et scientifique du Kurvaz) en ont besoin pour détruire le Lares. Red défait Béluga qui rejoint leur équipe. Le Golden Roar, navire amiral du Kurvaz, arrive et capture Elh. Bruno contacte Red et lui propose d'échanger la jeune fille contre les Cristaux et le médaillon. Red accepte et part la sauver. Arrivé dans le bureau de Bruno, il lui donne le médaillon. Le chef du Kurvaz lui fait combattre Calua, Gren et Miss Opéra en même temps pour qu'il ait le temps d'éveiller le Lares. Il y parvient et entre à l'intérieur de la créature géante pour le contrôler.
Libérée de la cellule où elle était enfermée depuis que Bruno a découvert son double jeu, Merveille dit que le seul moyen de détruire le Lares à ce stade est d'entrer à l'intérieur de son corps et de désactiver son cœur à l'aide d'une machine qu'elle a créée en utilisant l'énergie du médaillon, le Noyau d'Energie. Red, Elh et Béluga sont envoyés dans le corps du Lares où ils sont confrontés aux défenses de son organisme. Béluga est retenu par une armée de sentinelles tandis que Red et Elh continuent. Ils rencontrent Bruno, entièrement métamorphosé par l'énergie du Lares. Tout d'un coup, Red se transforme et prend une apparence humaine. Il triomphe de Bruno qui est aspiré par le Lares. Red et Elh continuent et désactivent le coeur du Lares avec le Noyau d'Energie. Red reprend son apparence normale et le Lares est détruit. Le monde est sauvé.
La seconde partie commence. Celle-ci se passe quelques mois après la première. Red, Chocolat et Elh parcourent l'état de Shepherd à la recherche de quêtes et le Kurvaz est redevenu neutre et sans objectif.. Lors d'une mission à Pharaoh, capitale du pays, la ville est attaquée par le Lares, qui n'a pas disparu, accompagné d'un autre monstre ayant la même apparence, ainsi que par deux êtres à forme humaine nommés Nero et Blanck. Red est vaincu et le Dahak est hors-service. Red est alors invité par Merveille à passer une série de simulations virtuelles de combats acharnés pour lui apprendre à contrôler cette métamorphose nommée "transe" par la scientifique. Celle-ci lui apprend que Nero et Blanck sont deux individus de la classe des hybrides, mi-animaux mi-humains, et que Red est un hybride raté. Cette classe d'individus a été créée par Merveille et un autre hybride nommé Baion. Ces êtres sont censés pouvoir contrôler le Lares et l'autre monstre, le Lemures. Ces deux créatures sont nommées Titano-Machina. Les simulations terminées, Red continue son travail sans son robot, qui est en réparation sur le Golden Roar.
À Basset, l'un des enfants de l'orphelinat se disparaît et Red est chargé de le retrouver. À peine l'a-t-il retrouvé que la tour où ils se trouvent est attaquée par Nero sur son robot, la Zairita. Red entre un court instant en transe mais redevient normal au bout de quelques secondes. Le chasseur semble perdu quand le Dahak tombe à ses pieds, largué par le Salamander, le vaisseau de Béluga. Merveille explique les nouvelles fonctionnalités du Dahak V2 et le combat s'engage. Nero perd et s'enfuit. Red retourne au Golden Roar où Merveille lui explique l'existence d'un monde sous la Mer de Nuages nommé la Terre. L'Asmodeus part alors pour Mau afin d'en apprendre plus sur la Terre.
À Mau, Red accomplit une quête visant à apporter une lettre à un dénommé Raisin, qui leur donne des informations précieuses sur des ruines. Red et Elh y découvrent l'existence d'un objet nommé "Flûte Divine" qui, une fois utilisée, réveillera la Reine des Nuages et ouvrira l'accès vers la Terre. Cet objet est morcelé en trois parties, chacune gardée par un sage. Le premier se trouvant dans les ruines, Red le combat et gagne un morceau de la flûte.
À Viszla, Red doit tuer une nouvelle Scarabeille mais est arrêté au dernier moment par un enfant qui se dit être l'ami de l'insecte. Le groupe va dans la grotte des insectes où la Scarabeille les aide à traverser la grotte et les dépose près d'un lac. Le second sage apparaît et le combat commence. Red récupère un autre morceau de la Flûte et le groupe se dirige vers Sealyham, lieu où se trouve le troisième sage. Cette fois-ci, le sage pose une énigme que Red résout ave l'aide d'Elh. Le sage leur remet le dernier morceau de la Flûte. C'est alors que Blanck fait son apparition sur son robot, le Srvara. Il vient de battre Béluga qui gardait l'entrée et défie Red, qui gagne. Blanck essaie de détruire la Flûte Divine mais Elh l'utilise et la Reine des Nuages apparaît devant eux.
Le voyage vers la Terre se passe sans encombre, le temple sur le dos de la Reine protégeant l'Asmodeus. Celle-ci s'arrête près d'une grande tour. Une jeune fille leur apparaît et les invite à entrer dans la Tour Futzu. Au sommet, Red, Béluga et Elh rencontrent à nouveau la fille. Elle se nomme Yurlungur et se dit être un Juno, une hyper-convergence d'informations, un amas de données informatiques compactes. Elle explique l'histoire du monde : la Terre a connu une guerre terrible pour s'approprier les Juno et Baion a éradiqué ce qui restait de l'humanité. Il lança un projet qui éleva les continents dans les cieux et créa une mer de plasma électrique impénétrable pour protéger la Terre. Le but de Baion est de se servir des Titano-Machina pour réveiller le Tartaros, un autre Juno. Baion veut l'utiliser pour lancer le projet CODA visant à faire redescendre les continents sur Terre. C'est alors que celui-ci s'introduit dans la Tour et vole le code du projet CODA. Yurlungur confie à Red une puce contenant le programme De-CODA qui annulera CODA.
Red retourne à Pharaoh mais il est trop tard : le Tartaros s'est éveillé. Le chasseur aide les habitants et tombe sur Nero et Blanck et un robot inédit : le Cassandra Cross, résultat de la fusion de la Zairita et du Srvara. Red le détruit mais il ne se contrôle plus : il n'arrête pas de penser à une phrase étrange : "Détruis ! Rétablis le temps !". Merveille lui explique qu'il est en train de recevoir l'Ordre, un commandement adressé aux hybrides. Red entre en transe et l'Ordre le pousse à détruire le Cassandra Cross et à essayer de tuer Elh mais il se contrôle au dernier moment et épargne la jeune fille de peu. Le groupe repart alors pour le Golden Roar où Merveille explique son plan.
Béluga prend le contrôle du Lares et Red, accompagné de Elh, prend le Lemures. Les deux Titano-Machina percent le bouclier du Tartaros et Red entre à l'intérieur. Lors du passage, le Dahak absorbe le nanométal du Tartaros et prend sa forme ultime, le Septentrion. Red triomphe de Baion, qui s'était dissimulé dans la Chambre d'Ariane, le cœur du Tartaros, et utilise la puce du programme De-CODA. Le Tartaros retourne dans son monde parallèle et les Titano-Machina aussi. Heureusement, tout le monde est sorti à temps et est sain et sauf.
L'histoire finit ici. Le joueur peut continuer à faire des quêtes ou recommencer l'histoire avec toutes ses données actuelles (argent, pièces, cristaux-P, châssis...).

### Personnages
| Nom du personnage | Âge     | Faction  | Voix de doublage | Description |
| ----------------- | ------- | -------- | ---------------- | --- |
| Red Savarin       | 17 ans  | Caninu   | Tetsuya Kakihara | Le personnage principal du jeu. Il a tendance à faire le fanfaron et agit sans trop réfléchir mais est prêt à tout pour aider son prochain et c'est un pilote d'exception. Dans l'histoire il est révélé qu'il est le dernier d'un projet consistant à créer des "hybrides" parfaits et que Merveille Million est sa mère "biologique" mais a été volontairement "raté" pour qu'il soit assuré d'avoir une vie normale, c'est pourquoi l'un de ses pouvoirs consiste à se transformer en humain |
| Chocolat Gelato   | 13 ans  | Caninu   | Kana Asumi       | Sœur adoptive de Red. Elle pilote l'Asmodeus, le vaisseau où elle vit avec son frère. Elle veille à leurs économies et envoie Red en mission dès qu'ils ont besoin d'argent. Elle l'aide par le biais de la radio du vaisseau et le prévient des dangers éventuels, comme une attaque ennemie. |
| Elh Melizée       | 314 ans | Félineko | Saori Goto       | Cette étrange jeune fille est sauvée par Red à bord du Hindenburg. Elle est tout d'abord prise pour un garçon par ce dernier ainsi que par Chocolat. Elle possède de grands pouvoirs magiques liées au Nono. |
| Opéra Kranz       | 20 ans  | Félineko | Ryoka Yuzuki     | Commandante de l'unité spéciale du Kurvaz. Elle est très autoritaire envers ses hommes de main Calua et Gren. Elle pilote le Royal Envy. |
| Calua Napage      | 17 ans  | Félineko | Taisuke Yamamoto | Membre de l'unité spéciale du Kurvaz et subalterne d'Opéra. Il est tête en l'air et n'hésite pas à révéler les plans du Kurvaz à ses ennemis sans y penser. |
| Gren Sacher       | 19 ans  | Caninu   | Hiroshi Tsuchida | Membre de l'unité spéciale du Kurvaz et subalterne d'Opéra. Il est calme et taciturne. |
| Bruno Dondurma    | 40 ans  | Caninu   | Shigenori Soya   | Chef du Kurvaz. Il mène des opérations secrètes à travers tout Shepherd et ses desseins paraissent sombres. |
| Merveille Million | 29 ans  | Caninu   | Emi Shinohara    | Officier gradé et directrice du développement au sein du Kurvaz, elle est également l'assistante de Bruno. Il est révélé dans l'histoire qu'elle est la mère "biologique" de Red, par le biais d'une opération scientifique consistant à créer des "hybrides" parfaits. |
| Béluga Damiens    | 318 ans | Félineko | Satoshi Katogi   | C'est un membre du clan des Braves, au même titre que Elh. Spécialiste du combat à distance, il maîtrise sont mecha avec brio et peut aussi se servir du Nono. |